# Michal Rozin
Michal Rozin (en hebreo: מִיכַל רוֹזִין‎; Ramat Gan, 25 de junio de 1969) es una política israelí quien fungió como parlamentaria del Knéset por Meretz desde 2021 hasta 2022, y también entre 2013 y 2019.

## Political career
Rozin fue electa al Knéset en las elecciones parlamentarias de 2013, como parte de Meretz. En su primer mandato en el dirigió el comité sobre trabajadores migrantes. Además, dirigió tres grupos parlamentarios; el grupo de Igualdad Laboral, el Grupo de Mujeres Miembras del Knesset, y el Grupo por la Igualdad y el Pluralismo.
Es miembra de Mujeres del Muro, y afirma que tiene una visión del mundo que combina la libertad de culto y el feminismo. El 4 de marzo de 2014 el Israel Democracy Institute le otorgó, junto a Amram Mitzna, el premio de Parlamentaria Destacada de 2013. Fue otorgado por su promoción de los derechos de mujeres, niños, y grupos vulnerables.
En enero de 2015 Rozin condujo bodas homosexuales simuladas afuera de la sede del partido The Jewish Home, en protesta de su oposición al matrimonio igualitario. Se le ubicó en el tercer lugar en una lista de Aguda de activistas de derechos LGBT del Knéset, por debajo de otros dos miembros de su partido: Nitzan Horowitz y Tamar Zandberg. Fue reelegida en las elecciones parlamentarias de 2015, obteniendo el cuarto lugar de su partido. Obtuvo el tercer lugar en las elecciones de abril de 2019.